# Fabrício Gandini
Fabrício Gandini Aquino (Vitória, 6 de janeiro de 1980) é um gestor público e político brasileiro, filiado ao PSD. É deputado estadual do Espírito Santo e candidato a prefeito de Vitória.

## Biografia
Gandini é formado na antiga ETFES (Escola Técnica Federal do Espírito Santo), atual Instituto Federal de Educação, Ciência e Tecnologia do Espírito Santo (IFES), , onde foi diretor do Grêmio Estudantil. É graduado em Direito pela Universidade de Vila Velha, especialista em Gestão Municipal de Políticas Públicas pela Faculdade de Direito de Vitória, mestre em Planejamento Regional e Gestão de Cidades pela Universidade Cândido Mendes (UCAM) do Rio de Janeiro e doutorando também em Gestão de Cidades pela UCAM.
Em 2008, foi eleito vereador em Vitória, com 5.064 votos. Em 2012, foi reeleito com 8.955 votos. Em 2013 assumiu a presidência da Câmara Municipal de Vitória.
Nas eleições de 2014, foi candidato a vice-governador do estado do Espírito Santo na chapa do então governador Renato Casagrande, sendo a chapa derrotada pelo governador Paulo Hartung. Em 2016 concorreu novamente a vereador em Vitória e foi reeleito com 7.611 votos.
De janeiro de 2017 a março de 2018, foi secretario de Gestão, Planejamento e Comunicação da Prefeitura de Vitória. Nas eleições de 2018, Gandini foi eleito deputado estadual com 20.170 votos.